# Torneio Relâmpago 1943
In 1943 werd de eerste editie van het Torneio Relâmpago gespeeld voor de grootste clubs uit de stad Rio de Janeiro. De competitie werd gespeeld van 14 tot 24 maart. Flamengo werd kampioen. 

## Eindstand
| Plaats | Club          | Wed. | W | G | V | Saldo | Ptn. |
| ------ | ------------- | ---- | - | - | - | ----- | ---- |
| 1.     | Flamengo      | 4    | 2 | 1 | 1 | 8:7   | 5    |
| 2.     | America       | 4    | 1 | 2 | 1 | 12:10 | 4    |
| 2.     | Fluminense    | 4    | 1 | 2 | 1 | 13:12 | 4    |
| 2.     | Vasco da Gama | 4    | 1 | 2 | 1 | 8:11  | 4    |
| 5.     | Botafogo      | 4    | 1 | 1 | 2 | 8:9   | 3    |

|  | Winnaar |

## Kampioen
| Torneio Relâmpago 1943       |
| Rio de Janeiro               |
| ---------------------------- |
| FLAMENGO Kampioen (1° titel) |